# Політ (супутник)
Політ (рос. Полёт) — назва перших в історії космічної техніки радянських маневруючих штучних супутників Землі (ШСЗ), споряджених апаратурою і системою рушійних установок для зміни висоти і площини орбіти в польоті. На борту ШСЗ встановлювали наукову апаратуру, телеметричну систему і радіопередавальні пристрої. «Політ-1» запущено 1 листопада 1963 на вихідну орбіту з максимальною віддаллю від поверхні Землі 592 кілометрів і мінімальною віддаллю 339 кілометрів. Після виконання маневрів перейшов на кінцеву орбіту з висотою апогею 1437 кілометрів і перигею 343 кілометри. «Політ-2» запущено 12 квітня 1964. Внаслідок проведених на орбіті маневрів висота в апогеї змінилася з 465 на 500 кілометри, а в перигеї — з 236 на 310 кілометрів, нахил орбіти — з 58 на 60°.
Виводилися на орбіту ракетою-носієм «Політ».